# Кульпенбергская телебашня
Кульпенбергская телебашня (нем. Sender Kulpenberg) — телекоммуникационная башня в Тюрингии, Германия.
Башня, высотой 94 метра, антенна — 142 м, расположена на горе Кульпенберг (на высоте 473,4 м над уровнем моря) в горном массиве Кифхойзер, район Штайнталебен.
Кульпенберг (Kulpe — в переводе с немецкого круглый, тупой конец) является самой высокой точкой гор Кифхойзер. Она возвышается как плоский округлый гребень чуть более чем на 20 м над ближайшими окрестностями.

## История
На горе была колонна из песчаника (триангуляционный знак) высотой 3,7 м с надписью «Königl. Preußische Landestriangulation 1879» с надстроенной над ней деревянной смотровой площадкой. Поскольку густой высокий лес закрывал обзор со смотровой площадки, Кульпенберг практически не посещался туристами до открытия телебашни.
Башня строилась с 1959 по 1964 год. Использовалась в первую очередь как ретрансляционная станция между станцией Петерсберг (к северу от Галле (Заале)) и передатчиками Брокен и Инзельсберг.
Во времена ГДР на башне работал ресторан на 74 места, он был расположен на высоте 78 метров. Во времена ГДР башню ежегодно посещало около 200 000 туристов.
Сегодня телебашня Кульпенберг находится в ведении Deutsche Funkturm GmbH, дочерней компании Deutsche Telekom. Проход на башню для публики больше не разрешён.
Колонна из песчаника была возведена по случаю 120-летия королевской Прусской триангуляции (нем. Die Königlich Preussische Landes-Triangulation) 1879 года, восстановленная Земельным управлением Тюрингии в 1999 году.